# 龙山街道 (福清市)
龙山街道是中国福建省福州市福清市下辖的一个街道。

## 行政区划
龙山街道下辖以下地区：
瑞云社区、东皋社区、融东社区、瑞亭社区、东刘村、龙东村、玉峰村、玉塘村、倪埔村、祥丰村、塘头村、北店村、柏渡村、隆中村、坊里村、南宅村和先强村。